# Wasteland 3
Wasteland 3 es un videojuego de rol hecho por la empresa inXile Entertainment. Es una secuela del videojuego Wasteland 2 (2014).

## Jugabilidad
Wasteland 3 es un videojuego de rol basado, en la utilización de un escuadrón el cual entra en combate por turnos. El juego presenta un modo multijugador sincrónico y asincrónico.

## Argumento
Wasteland 3 se ambienta en los páramos helados de un Colorado posapocalíptico. El jugador toma el control del último miembro sobreviviente del Equipo Noviembre, un Escuadrón Ranger.

## Desarrollo
Wasteland 3 fue anunciado por la empresa inXile Entertainment en septiembre de 2016. Al igual que Wasteland 2, inXile eligió la modalidad crowdfund para el desarrollo del videojuego y contrato nuevamente al director creativo chileno Darío Vásquez. A diferencia de sus proyectos previos de modalidad Kickstarter, inXile eligió usar el servicio de micromecenazgo de la empresa Fig. La campaña de micromecenazgo inicio en octubre de 2016 y concluyó un mes después con más de $3 millones recaudados.
Wasteland 3 se está desarrollando con el motor de juegos Unity. El equipo de desarrollo está compuesto por personas que trabajaron en Torment: Tides of Numenera (2017).
El lanzamiento del juego está programado para las plataformas Linux, MacOS, PlayStation 4, Windows y Xbox One en 2019.

## Recepción
Wasteland 3 recibió críticas positivas de la crítica especializada..